# Castellové
Castellové též Kastelové (německy (Grafen von) Kasteln / Castell) jsou německý šlechtický (hraběcí) a podnikatelský rod. V letech 1202 až 1806 byli vládci samostatného hrabství Castell ve Franckém říšském kraji. 

## Historie
První písemní zmínka o rodu je ze 3. března 1057, kdy je v Castellu jmenován „Rubbrath (Rupert) de Castele" podle rodového sídla „de Castello“. 
Castellové v letech 1202 až 1806 stáli v čele hrabství Castell ve Franckém říšském kraji a byli zastoupeni v Říšském sněmu. Byli říšskými hrabaty podřízenými bezprostředně císaři a později titulárními bavorskými knížaty.
Rod se v průběhu dějin rozdělil na několik větví: 
- Castell-Rüdenhausen – hlavní rodová větev, vymřela 1803
- Castell-Remlingen – po roce 1803 přejala jméno hlavní větve Castell-Rüdenhausenů; pochází od ní morganatická linie Faber-Castell vzniklá spojením s podnikatelskou rodinou Faberů)
- Castell-Castellové.

## 20. století a současnost
V době vlády národních socialistů v Německu ve 30. a 40. letech 20. století byla knížecí banka Castell, založená roku 1774, v zájmu zachování činnosti nucena přizpůsobit se poliltickému systému. Ačkoli postoj rodiny lze popsat jako loajální k systému a jeho hodnotám, vystupování vůči židovským zákazníkům banky bylo neutrální. 

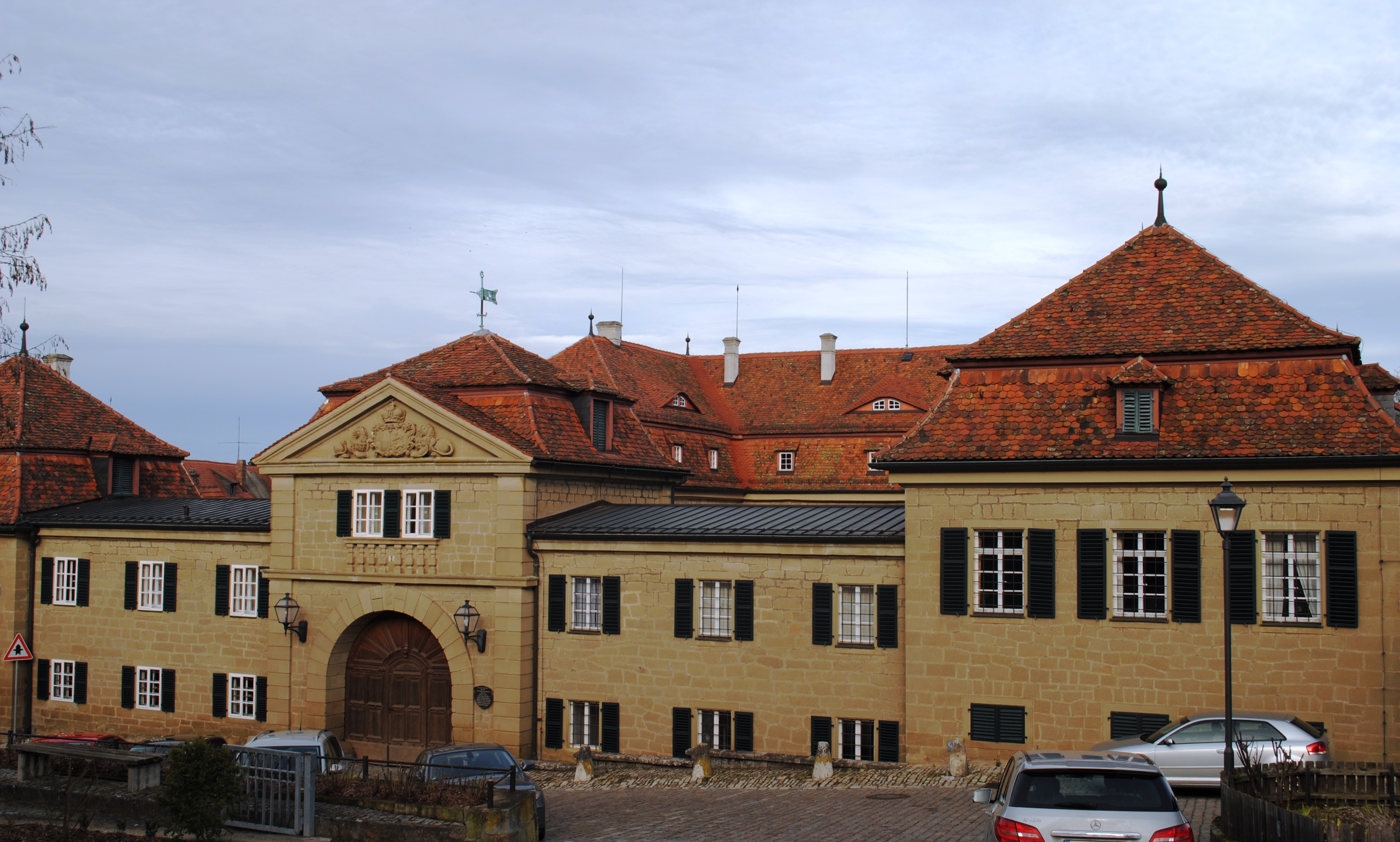
Zámek Castell

V květnu 1933 tehdejší kníže Carl zu Castell-Castell vstoupil do NSDAP a roku 1935 povýšil na velitele jezdectva oddílů SA Franky. Synové Albrecht a Philipp se připojili k mládežnickým spolkům a účastnili se akcí Hitlerjugend. Podle svých prohlášení obdivoval Albrecht do druhé světové války dokonalost a agresi Hitlerova státního aparátu a zahraniční politiky a postoj jeho otce vůči Židům byl odmítavý. Když roku 1939 narukoval jako důstojník v záloze, oba synové jej následovali. Albrecht se vrátil v roce 1945, jeho bratr Philipp a otec padli. 
Téměř 50 let po válce usiloval Albrecht von Castell-Castell o smíření a zpřístupnil historické archivy banky. Umožnil tak objastnit osud 163 židovských klientů banky, z nichž jen málo přežilo válku.
Castellové dnes vlastní značný nemovitý majetek, nejstarší bavorskou soukromou banku a jedny z nejstarších tamních vinic. Rod Faber-Castellů vlastní stejnojmennou firmu na výrobu psacích potřeb.
Po smrti knížete Albrechta z Castell-Castellu (1925–2016) se úlohy hlavy rodu ujal jeho syn Ferdinand.